# برنامه کمینه‌گرا
برنامهٔ کمینه‌گرا (MP) در زبان‌شناسی مبنای روش تحقیقی است که در چارچوب دستور زایشی از دههٔ ۱۹۹۰ با چاپ مقالهٔ نوام چامسکی در سال ۱۹۹۳ آغاز شد.
چامسکی، به تبع مسئلهٔ تمایز ایمره لاکاتوش، کمینه‌گرایی را به‌عنوان یک برنامه معرفی کرد و نه یک نظریه. برنامهٔ کمینه‌گرا در جستجوی حالتی برای تحقیق است که از جهات گوناگون انعطاف‌پذیر باشد و این انعطاف‌پذیری با کمینه‌گرایی محقق می‌شود. سرآخر، برنامهٔ کمینه‌گرا چارچوبی مفهومی را بنیان می‌نهد که می‌تواند راهگشای زبان‌شناسی نظری باشد. در کمینه‌گرایی، چامسکی تلاش می‌کند تا به رویکردی از پایین به دستور جهانی دست یابد، و به این‌ترتیب این پرسش را مطرح می‌کند: «در جستجو برای نظریهٔ زبان خصوصی I-Language چه پاسخی بهینه است؟»
از دیدگاه چامسکی پرسش‌های کمینه‌گرایی زیادی وجود دارد که پاسخ آنها را می‌توان در چارچوب هر نظریه‌ای مطرح کرد. در میان این سؤال‌ها دو سؤال نقشی اساسی ایفا می‌کنند:
(۱) زبان چیست؟
(۲) چرا زبان دارای ویژگی‌هایی است که دارد؟

## کمال
برنامهٔ کمینه‌گرا بنابر این دیدگاه استوار است که توانایی زبانی در انسان‌ها نشان‌دهندهٔ وجود یک طرح بهینه با سازماندهی ممتاز است و این حدس را برمی‌انگیزد که سازوکار درونی این توانایی با یک قانون محاسباتی بسیار ساده یا با یک ارگان ذهنی خاص در مطابقت است. به بیان دیگر، برنامهٔ کمینه‌گرا بر این فرض بنا نهاده شده که دستور جهانی به منزلهٔ یک طرح کامل است به این معنا که تنها دربرگیرندهٔ ضروریاتی است که نیاز مفهومی و فیزیکی (آوایی، واجی) انسان را برآورده می‌کند.

## عملیات اصلی
نسخه‌های اولیهٔ برنامهٔ کمینه‌گرا دو عملیات نحوی ادغام و حرکت را اثبات می‌کنند. نظریه‌های نحوی قدیم‌تر و نیز نسخهٔ متقدم برنامهٔ کمینه‌گرا، در مورد حرکت عبارت‌ها رویکردی متفاوت از جریان‌های اخیر برنامه‌ی کمینه‌گرا دارند. در رویکرد اخیر، ادغام و حرکت هر دو برون‌داد یک عملیات نحوی واحد هستند. البته برخی نیز مانند هورنشتین عملیات نحو را شامل ادغام و کپی می‌داند که دومی را جایگزین عملیات حرکت نحوی می‌کند.